# Grewia grandidieri
Grewia grandidieri är en malvaväxtart som beskrevs av Henri Ernest Baillon. Grewia grandidieri ingår i släktet Grewia och familjen malvaväxter. Inga underarter finns listade i Catalogue of Life.